# Campeonato Mundial de Voleibol Masculino de 1970
O Campeonato Mundial de Voleibol Masculino de 1970 foi a sétima edição do torneio, organizado pela FIVB. Foi realizado em Sófia, Bulgária, de 29 de setembro a 12 de outubro de 1970.

## Times
| Grupo A – Sófia - Bélgica - Bulgária - Itália - Irão - Israel - Iugoslávia | Grupo B – Yambol - Brasil - Tchecoslováquia - Finlândia - Hungria - Polónia - Estados Unidos | Grupo C – Khaskovo - França - Japão - Países Baixos - Coreia do Norte - Roménia - Venezuela | Grupo D – Kardzhali - Cuba - Alemanha Oriental - Guiné - Mongólia - União Soviética - Tunísia |

## Classificação Final
| Posição           | Time              |
| ----------------- | ----------------- |
| Medalha de ouro   | Alemanha Oriental |
| Medalha de prata  | Bulgária          |
| Medalha de bronze | Japão             |
| 4                 | Tchecoslováquia   |
| 5                 | Polônia           |
| 6                 | União Soviética   |
| 7                 | Romênia           |
| 8                 | Bélgica           |
| 9                 | Coreia do Norte   |
| 10                | Iugoslávia        |
| 11                | Hungria           |
| 12                | Brasil            |
| 13                | Cuba              |
| 14                | Países Baixos     |
| 15                | Itália            |
| 16                | Mongólia          |
| 17                | França            |
| 18                | Estados Unidos    |
| 19                | Israel            |
| 20                | Finlândia         |
| 21                | Irã               |
| 22                | Tunísia           |
| 23                | Venezuela         |
| 24                | Guiné             |

| Campeonato Mundial de Voleibol Masculino de 1970 |
| Campeão                                          |
| ------------------------------------------------ |
| Alemanha Oriental 1º Título                      |